# Materialdesign
Materialdesign, tidigare materialteknik och vanligen benämnd Bergs, är en civilingenjörsutbildning i materialteknik vid KTH i Stockholm och Högskolan Dalarna Borlänge (även för den senare utfärdas dock själva examen av KTH). Studenter som går materialdesignprogrammet på KTH i Stockholm är sektionsmedlemmar i Kongliga Bergssektionen. Studenter som går materialdesign i Borlänge har möjlighet att bli medlem i Konglig Bergssektion Borlänge.